# Emiliano Pizzoli
Emiliano Pizzoli (Rieti, 29 giugno 1974) è un ex ostacolista italiano, medaglia di bronzo ai Giochi del Mediterraneo e 2º in Coppa Europa nel 2000.
È stato primatista italiano dei 60 m hs con il tempo di 7"60 dal 1998 fino al 4 febbraio 2012. Ora il record appartiene a Lorenzo Simonelli con 7"48.

## Carriera
Vanta di 22 presenze in Nazionale, è stato medaglia di bronzo ai Giochi del Mediterraneo Bari 1997, semifinalista ai Campionati Europei Indoor di Valencia 1998 e Gent 2000, Semifinalista ai Campionati Mondiali Indoor di Maebashi (Jap) 1999 e Lisbona 2001, Semifinalista ai Campionati Europei di Monaco 2001, Bronzo ai Campionati Mondiali Militari di Beirut 2001, eliminato nei quarti di finale ai Giochi olimpici di Sydney 2000, è stato undici volte campione italiano, è stato detentore del primato italiano sui 60 hs con il tempo di 7"60 e della terza miglior prestazione italiana di sempre sui 110 hs con il tempo di 13"43.

## Palmarès
| Anno | Manifestazione          | Sede      | Risultato | Gara     | Tempo |
| ---- | ----------------------- | --------- | --------- | -------- | ----- |
| 1997 | Giochi del Mediterraneo | Bari      | Bronzo    | 110 m hs | 13:72 |
| 2000 | Coppa Europa            | Gateshead | Argento   | 110 m hs | 13:54 |

## Altri risultati
Campionati italiani assoluti
- Oro: 5 volte (nei 110 m hs dal 2000 al 2004)[1]

Campionati italiani indoor
- Oro: 6 volte (nei 60 m hs dal 1999 al 2007 e nel 2003 e 2004)[2]